# 沢田允茂
澤田 允茂（さわだ のぶしげ、1916年9月26日 - 2006年4月14日）は、日本の哲学者、慶應義塾大学名誉教授。日本哲学会会長、日本科学哲学会会長を歴任。ヘーゲル批判を行ったことでも知られる。

## 経歴

### 出生から終戦まで
1916年、東京府生まれ。愛媛県立松山中学校を経て、1934年3月、久留米市の福岡県立中学明善校を卒業。同年4月、慶應義塾大学に入学し、日吉の予科1期生となった。1940年3月、慶應義塾大学文学部西洋哲学科を卒業し、高等部の助手となった。
同年12月に陸軍に応召し麻布第3連隊に入隊。中国北部へ送られ、1941年1月、河南省の首都開封近隣に駐屯する第35師団の機関銃中隊に配属された。夏頃、保定に設けられた予備士官学校に入ったが、病気入院で卒業できず、乙種幹部候補生として原隊復帰し、軍曹となった。師団司令部の情報部に転じ、1942年の夏、将校適任証をえて見習士官となった。同年末、南方へ移動の命が下り、パラオに移動。同地滞在中に少尉に任官した。第35師団はニューギニア西端のソロンに入り、東方のマノクワリに移動した。補給が途絶するなか同地で食料自給し終戦を迎える。

### 戦後
1946年6月、復員し、慶應義塾大学に復職。文学部助手となり、務台理作の下で教えを受ける。特に論理学の分野で先駆的な研究を行った。安保闘争の少し前、慶應義塾大学に雇用の不合理の解消を目指して労働組合ができると初代委員長（1959年）をつとめた。その後、文学部教授に昇進。通信教育部長、文学部長を務めると共に、学界では日本哲学会会長、日本科学哲学会会長をつとめた。墓所は多磨霊園(4-1-26-2)。

## 受賞・栄典
- 1959年：『少年少女のための論理学』で毎日出版文化賞受賞。

## 研究内容・業績
- 特に論理学の分野で先駆的な研究を行い、著書の一つである『逆理と眺望の思想』、『哲学の風景』は、1979年度と2002年度の2度、大学入試センター試験（当時）の国語の第一問・第二問（現代文）で出題されているほか、中学・高校の教科書になっている著作も多い。
- 英語圏では1960年代にブラックが道具性に基づく導出可能説を提出したが、日本でも同時期に沢田はいくつもの著作の中で、大規模で複雑な独自の導出可能説を展開していた[1]。
- 科学哲学、分析哲学の分野でも知られる。

## 家族・親族
- 父：沢田茂は陸軍中将。陸軍参謀次長等をつとめた。

## 著作

### 著書
- 『少年少女のための論理学』牧書店（牧少年少女文庫）, 1958
- 『人びとのための論理学』牧書店, 1960
- 『現代論理学入門』岩波新書, 1962
- 『現代における哲学と論理 論理的分析と哲学的綜合』岩波書店, 1964
- 『哲学の基礎』 有信堂, 1966
- 『知識の構造 ドグマの克服と科学的思考』日本放送出版協会(NHK市民大学叢書), 1969
- 『哲学』慶應通信, 1970
- 『やさしい論理学』あすなろ書房, 1975
- 『認識の風景』岩波書店, 1975
- 『ライフサイエンスの哲学』講談社学術文庫, 1976
- 『考え方の論理』講談社学術文庫, 1976
- 『論理と思想構造』講談社学術文庫, 1977
- 『言語と人間』講談社学術文庫, 1989
- 『哲学の風景 ポスト・ヒューマニズムを目指して』講談社, 1997
- 『昭和の一哲学者 戦争を生きぬいて』慶應義塾大学出版会, 2003
- 『九十歳の省察 哲学的断想』岩波書店, 2006

### 編著・共著
- 『哲学』有斐閣, 1967
- 『現代論理学入門』吉田夏彦共編 有斐閣, 1968
- 『科学の基礎』大森荘蔵,山本信共著 東京大学出版会, 1969
- 『現代哲学を考える』有斐閣選書, 1978
- 『動物と人間』河合雅雄 思索社, 1980
- 『コミュニケーションと言語』旺文社(テレビ大学講座), 1983
- 『哲学への招待』黒田亘共編 有斐閣, 1988
- 『ライプニッツ　その思想と生涯』シュプリンガー・フェアラーク東京株式会社,1996